# Bleptina albolinealis
Bleptina albolinealis là một loài bướm đêm trong họ Noctuidae.